# Druida
Druidas (no feminino druidesas ou druidisas) eram pessoas encarregadas das tarefas de aconselhamento e ensino, e de orientações jurídicas e filosóficas dentro da sociedade celta. Embora não haja consenso entre os estudiosos sobre a origem etimológica da palavra, druida parece provir do vocábulo dru-wid-s, formado pela junção de deru (carvalho) e wid (raiz indo-europeia que significa saber). Assim, druida significaria aquele(a) que tem o conhecimento do carvalho. O carvalho, nesta acepção, por ser uma das mais antigas e destacadas árvores de uma floresta, representa simbolicamente todas as demais. Ou seja, quem tem o conhecimento do carvalho possui o saber de todas as árvores. A visão cristã mostra os druidas como sacerdotes, mas isso na verdade não é comprovado pelos textos clássicos, que os apresentam na qualidade de filósofos (embora presidissem rituais, o que pode soar conflitante). Se levarmos em conta que o druidismo era uma filosofia natural, da terra baseada no animismo, e não uma religião revelada (como o Islamismo ou o Cristianismo), os druidas assumem então o papel de diretores espirituais do ritual, conduzindo a realização dos ritos, e não de mediadores entre os deuses e o homem.
Ao contrário da ideia corrente no mundo pós-Iluminismo sobre a linearidade da vida (nascemos, envelhecemos e morremos), no druidismo como entre outras culturas da Antiguidade, a vida é um círculo ou uma espiral. O druidismo procurava buscar o equilíbrio, ligando a vida pessoal à fonte espiritual presente na Natureza.
A sabedoria druídica era composta de um vasto número de versos aprendidos de cor e conta-se que eram necessários cerca de 20 anos para que se completasse o ciclo de estudos dos aspirantes a druidas. Pode ter havido um centro de ensino druídico na ilha de Anglesey (Ynis Mon, em galês), mas nada se sabe sobre o que era ensinado ali. De sua literatura oral (cânticos filosóficos, fórmulas mágicas e encantamentos) nada restou, sequer em tradução. Mesmo as lendas consideradas druídicas chegaram até nós através do prisma da interpretação cristã, o que torna difícil determinar o seu sentido original.
As tradições que ainda existem do que seriam seus rituais, foram conservadas no meio rural e incluem a observância do Halloween (Samhaim), rituais de colheita, plantas e animais, baseados nos ciclos solar, lunar e outros. Tradições que seriam partilhadas pela cultura de povos vizinhos.
Segundo León Denis, o estabelecimento de uma data específica para a comemoração dos mortos é uma iniciativa dos druidas, que acreditavam na continuação da existência depois da morte. Reuniam-se  nos lares, e não nos cemitérios, no primeiro dia de novembro, para homenagear e evocar os mortos.

## Arqueologia

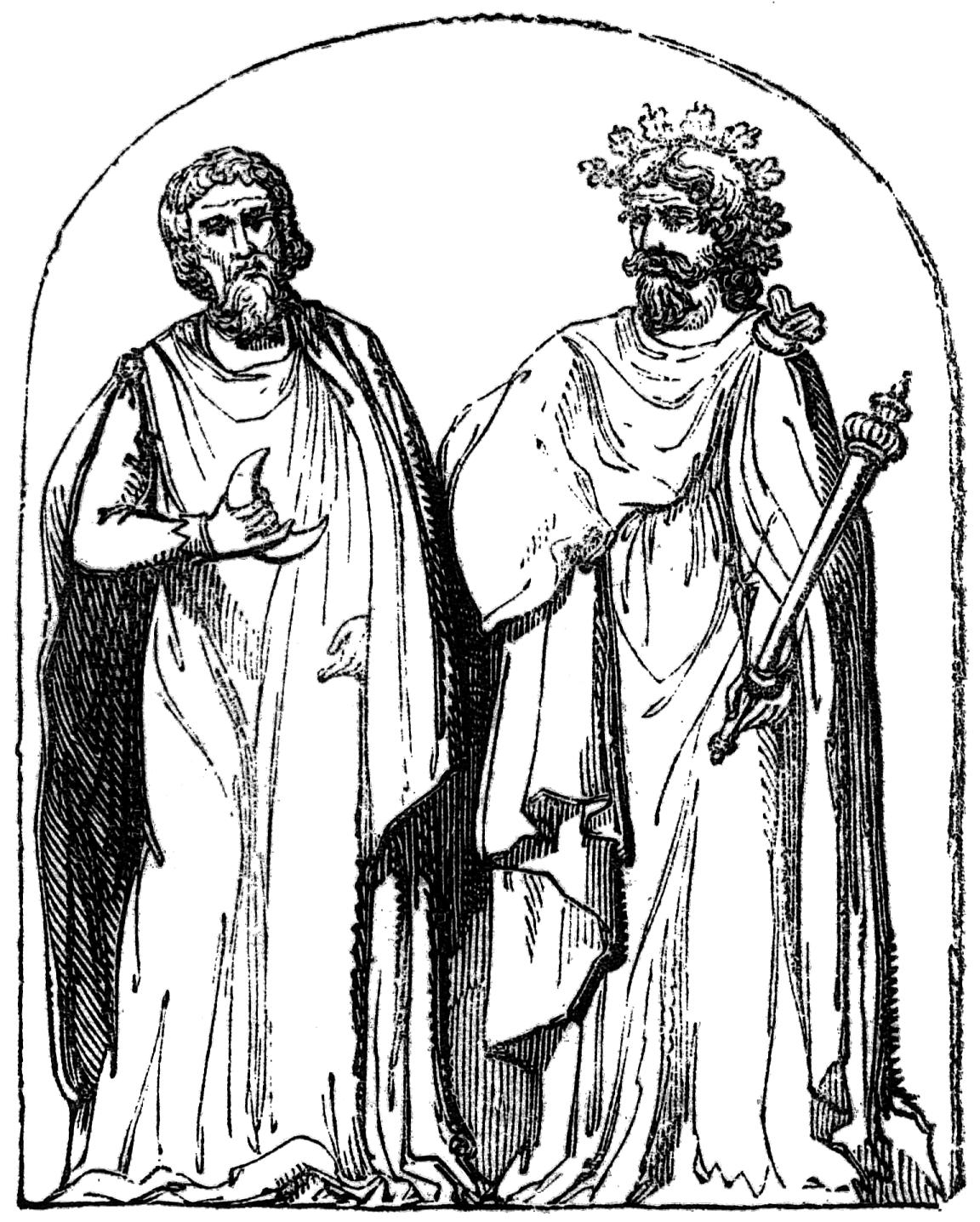
Dois druidas num baixo-relevo encontrado em Autun

### Evidências de antropofagia e sacrifícios humanos no druidismo
Aos olhos da arqueologia tradicional os trabalhos de arqueologia da professora Miranda Aldhouse-Green da Universidade de Cardiff confirmam os ditos dos autores clássicos e demonstram a participação crucial dos druidas na realização de sacrifícios humanos e antropofagia.
Segundo estes arqueólogos há evidencias que possivelmente os druidas cometiam antropofagia em rituais de sacrifícios humanos, como afirmavam os "historiadores romanos". Depois do primeiro século da Era Cristã, recém-chegados da Grã-Bretanha, os romanos trouxeram notícias com histórias horríveis, sobre os sacerdotes celtas, que se espalharam por toda a Europa durante um período de 2000 anos. Júlio César afirmava que os druidas sacrificavam presos e prisioneiros aos deuses, dando, assim, continuidade ao mito de sacrifícios cometidos pelos Druidas, cujo verdadeiro erro foi estimular o povo a não aceitar as leis e a suposta "paz" romanas.
Também Plínio, o Velho, sugeriu que os celtas praticavam a antropofagia como ritual, comiam carne de seus inimigos como uma fonte de força espiritual e física.

### Os estudos
De acordo com o estudo do cadáver de um homem encontrado pelos arqueólogos, encontrava-se este com a cabeça violentamente esmagada e seu pescoço havia sido estrangulado e quebrado. Segundo a arqueóloga Miranda, o cadáver tinha uma corda estrangulando o pescoço, e no mesmo instante a garganta foi cortada, o que causaria um enorme fluxo de sangue.
Grãos de pólen de visco foram encontrados no interior dos intestinos. Essa planta era sagrada para os druidas. A idade deste cadáver é datada do ano 60 d.C, coincidindo com a nova ofensiva romana na ilha da Grã-Bretanha.

### Mortes em massa
Numa caverna em Aveston, Inglaterra, no ano 2000, foram encontrados cerca de 150 esqueletos de pessoas e que remotam ao tempo da conquista romana. As vítimas apresentam indícios de golpes na divisão dos crânios em um único evento. Segundo alguns pesquisadores, a invasão romana intensificou o abate ritual pelos druidas.

## Funções dos druidas
Existiam seis classes diferentes de druidas, cada um com sua função e especialização, mas na prática todos cumpriam todas as funções, sendo os únicos detentores do entendimento da divindade:

### Druida-Brithem
Estes druidas eram considerados os juízes. Os celtas não tinham suas leis escritas, e somente os druidas brithem as conheciam teoricamente; assim, essa classe de druidas tem por função percorrer as casas e as aldeias, a fim de resolver problemas e impasses que surgissem entre a população.

### Druidas-Filid
Alguns destes, diziam ser descendentes diretos do cosmos. Era a mais alta classe dos druidas, a sua função era o contato direto com o cosmos. O lendário mago Merlin era um druida filid.
Aos Druidas Filid eram concedidos os poderes e status de sacerdote, juiz, curandeiro, conselheiro e Poeta/cantor. Não acreditavam em adivinhações do futuro, mas sabiam o que resultaria como colheita de um plantio ruim. Sua evolução permeando os estágios iniciáticos de um Druida para que chegasse à 1ª classe como um mago branco, consistia em duras provas de vida e morte onde, acreditava-se, o Sacerdote morria e renascia várias vezes ao longo dos anos e provas por quais passava. Não se acreditava que morressem, pois tinham uma consciência de morte como passagem para o estágio seguinte da evolução. No entanto, o Druida Filid era aquele que não mais voltaria a encarnar, já que se tornaria um ancestral divinizado que intercederia pelos "vivos" ativando a energia Cósmica.

### Druida-Liang
Estes eram os curandeiros ou médicos. Normalmente passavam mais de 20 anos em seus estudos antes de praticarem tal ofício, possuíam especializações entre si, usavam ervas em geral e praticavam cirurgias.
Profundos conhecedores de ervas e outras plantas, credita-se a eles os ensinamentos adquiridos pelos romanos sobre os valores nutricionais de muitos produtos indus e orientais com os quais eles estavam bem familiarizados. Conheciam e utilizavam os azeites naturais como o de oliva, para beberem como licores depurativos, e para tratamentos contra o envelhecimento. Fator que deu origem à lenda de que os druidas viviam séculos sem perder a vitalidade: pessoas rústicas que eram, sua alimentação e vida ativa não as deixava envelhecer.

### Druida-bardo
Tinham como função apenas repetir a história dos celtas que lhe haviam sido contada por outros Scelaige. (A escrita era proibida a não ser para rituais). Memorizavam e repetiam tudo para que a história não fosse esquecida. Às histórias trazidas pelos druidas senchas também se juntavam as suas histórias.
Eram como professores que repassam conhecimentos aprendidos. Tinham por obrigação decorar todas as histórias e canções sob pena de perder seu prestígio de Druida.
Ao contrário dos outros druidas, estes deveriam percorrer as terras celtas e compor outras novas histórias sobre o que estava ocorrendo, e estas seriam repassadas aos Scelaige que as decorariam.
Estes recebiam o prestigio de historiadores, pesquisadores, guardiões dos segredos herméticos e difusores da sabedoria oral.

### Druidas-Poetas
Estes decoravam a história contada pelos druidas Scelaige, pois era preciso que druidas poetas as aprendessem e contassem ao povo. A principal função desta classe era manter viva a tradição celta.